# Ingrisma whiteheadi
Ingrisma whiteheadi är en skalbaggsart som beskrevs av Waterhouse 1900. Ingrisma whiteheadi ingår i släktet Ingrisma och familjen Cetoniidae. Inga underarter finns listade i Catalogue of Life.